# シマノトータルインテグレーション
シマノトータルインテグレーション (STI) は、シマノが自転車用に開発したギアシフトシステム。
ブレーキングとギアシフトの制御を同じコンポーネントに統合することにより、従来のダウンチューブシフトと異なり、ハンドルから手を放すことなくシフトチェンジを行える。
このコンポーネントは通常「シフター」または「デュアルコントロールレバー」と呼ばれる。
1989年後半、シマノはマウンテンバイクの「Rapidfire」シフトを導入した。以前はダウンチューブシフター等で行っていたギアシフト動作をハンドルバーを握ったまま利用できるようになった。この機構はラチェットのように動作し、大きい方のレバーでシフトケーブルに張力をかけ、小さい方のレバーで徐々に張力を戻していく仕組みである。
「Rapidfire」の技術は、その後、STIレバーに仕様できるように適用された。
1990年、シマノはブレーキレバーとシフターを完全に統合したロードバイク用のSTIレバーを発表した。またライダーが手を休められるようにブレーキフードを再設計した。従来通りのブレーキレバー形状のままのブレーキレバーごと内側に倒し込む動作と、ブレーキレバーの後ろに設けられた小さなレバーを押し込む事でギアシフトを可能にした。
STIが初めて導入されたのは、デュラエース7410系で、世界初のデュアルコントロールレバーとして1991年に発売された。
同時期に、自転車部品の生産会社であるCampagnolo社は、Sachs社と協力してErgoPowerシステムを製作した。その設計はシマノのSTIと大きく異なる。
2003年、シマノはXTRグループのマウンテンバイク用に「デュアルコントロールレバー」を導入した。
STIの開発以来、主な改善として、軽量化とギア数の増加が行われてきた。またジュラルミンや炭素繊維（カーボン）など、新しい材料を使用することで重量を削減した。